# St.-Martin-Schule (Kitzingen)
Die St.-Martin-Schule (vollständiger Name St.-Martin-Schule Förderzentrum Förderschwerpunkt geistige Entwicklung der Lebenshilfe in Kitzingen) ist ein staatlich anerkanntes Förderzentrum in der Großen Kreisstadt Kitzingen im gleichnamigen Landkreis in Unterfranken. Die Schule bietet ein breites Bildungsangebot, das auch eine Berufsschulstufe umfasst.

## Geschichte
Die schulische Ausbildung von Kindern mit geistiger Behinderung begann in Bayern erst 1965 mit dem neuen Sonderschulgesetz. Noch März 1965 gründete sich in Kitzingen ein Zweigverein der Lebenshilfe e. V., die bereits im Jahr 1958 als Verein in Marburg ins Leben gerufen worden war. Schon 1969 konnte unter der Leiterin Frau Müller-Bohlig eine Schule eröffnet werden. Die private Bildungseinrichtung wurde damals Sonderschule für geistig Behinderte genannt. Die Schule war zunächst dezentral auf dem Kitzinger Stadtgebiet und in Räumlichkeiten der umliegenden Orte untergebracht. So wurde im ehemaligen Schulhaus von Repperndorf, im Kitzinger Paul-Eber-Haus und in Klassenzimmern in der Schrannen- und der Bismarckstraße unterrichtet.
Zwischen 1975 und 1978 erfolgte ein Schulhausneubau Neubau am Rande der Kitzinger Siedlung. Im gleichen Jahr begann auch die Entwicklungsförderung für geistig behinderte Kleinkinder und Säuglinge. In den folgenden Jahren fanden mehrere Umbenennungen der Schule statt. So firmierte die Einrichtung im Jahr 1982 unter dem Namen „Schule für geistig Behinderte der Lebenshilfe e.V. Kitzingen“ in Kitzingen. Bereits ein Jahr später erhielt sie den Namen „St.-Martin-Schule“, wobei die Bezeichnung Sonderschule im gleichen Jahr in Förderschule geändert wurde. Mit der Einrichtung einer Trainingswohnung für die Werkstufe in der ehemaligen Hausmeisterwohnung begann die Schule ab dem Schuljahr 2002/2003 auch Schüler in der Sekundarstufe zu unterrichten.
Im Schuljahr 2003/2004 trat eine Neugliederung der Schule in Kraft. Diese sah eine Grundschulstufe von der ersten bis zur vierten Klasse, eine Hauptschulstufe (Klassen 5–9) und eine Berufsschulstufe (Klassen 10–12) vor. Seit dem Jahr 2003 arbeitete die Schule auch vermehrt eng mit der in unmittelbarer Nachbarschaft gelegenen Erich Kästner Schule, die sich einen sonderpädagogischen Schwerpunkt gegeben hat. Zwischen 2010 und 2011 wurde die Schule renoviert, wobei hierfür Teile der Schule auch abgebrochen wurden. Die Klassenzimmer wurden teilweise in die ehemalige Primary School auf dem Gelände der Marshall Heights untergebracht. Seit den 2010er Jahren begann man in der St.-Martins-Schule außerdem in Zusammenarbeit mit anderen Kitzinger Schulen das Inklusionsprofil zu stärken.

## Schulprofil
- Förderzentrum, Förderschwerpunkt geistige Entwicklung (Jahrgangsstufen 1–9, voll ausgebaut)
- Berufsschulstufe (einschl. BVB und BVJ) (Jahrgangsstufen 10–12, voll ausgebaut)
- SVE, Förderschwerpunkt geistige Entwicklung